# Аванс
Аванс је сума новца (најчешће) или друга заменљива ствар, коју једна страна предаје другој у тренутку закључења уговора, као делимично испуњење обавезе из уговора унапред, пре доспелости те уговорне обавезе.
У пракси аванс најчешће даје наручилац посленику код уговора о делу да би овај покрио трошкове око извршења посла (најчешће набавка материјала).
Аванс није средство обезбеђења извршења обавезе. Он је антиципирано испуњење (наравно делимично) уговорене обавезе. Уколико страна која је примила аванс не испуни своју обавезу у целини аванс не пропада, страна која је дала аванс има право да га тражи назад. Такође, он се увек урачунава као део испуњења. Аванс стимулише извршење обавезе.